# La primera noche
La primera noche és una pel·lícula mexicana dirigida per Alejandro Gamboa, llançada el 27 de març de 1998.

## Trama
Enmig d'una ciutat fascinant del nou segle, un grup d'amics d'entre els 15 i 18 anys viuen les aventures, decepcions i ansietat de "La primera nit".
Mentre que Bruno (Xavier Massimi) i la seva núvia Mariana (Mariana Ávila) volen que la seva primera nit sigui perfecta, per la qual cosa estudien el Kama Sutra perquè així sigui. En tant Cheriff (Guillermo Iván) i Rosita (Margarita Magaña) mantenen una relació de mutus enganys, on tots dos traeixen al Pachuco (Paul Choza) el millor amic i el promès respectivament, i d'altra banda el Gordo (Julio Casado) és un jove romàntic i cavallerós que lluita per un amor que no li és correspost.

## Repartiment
- Mariana Ávila…. Mariana
- Xavier Massimi…. Bruno
- Margarita Magaña…. Rosita
- Guillermo Iván…. Cheriff
- Julio Casado…. Juan (Gordo)
- Osvaldo Benavides…. Sergio
- Amara Villafuerte…. Fanny
- Paul Choza…. Pachuco
- Audrey Vera…. Mónica
- Marta Aura…. mamá de Gordo
- Patricio Castillo…. don Nacho
- Adriana Barraza…. mamá de Bruno
- José Carlos Rodríguez…. papá de Bruno
- Judith Arciniega…. mamá de Sergio
- Homero Matturano…. papá de Sergio
- Bárbara Guillén…. mamá de Mariana
- Luis Cárdenas…. papá de Mariana
- Carlos Coronado…. Bulldog
- Said Jiménez…. Pedro
- Alonso Dorantes…. hermano de Pedro
- Miguel Santana…. Paquito
- Laila Saab…. chava en el cine
- Yadhira Carrillo…. la prima
- Moisés Iván…. chavo en el w.c.
- Martín Hernández…. amigo 1 de Bulldog
- Gustavo Pedroza…. amigo 2 de Bulldog
- Kuno Becker…. chavo golpeado
- Roberto Rojas…. jugador de billar
- Javier Carranza…. vampiro
- Fabiola Wade…. vampiresa
- Carla González…. víctima
- Berenice Camacho…. mujer golpeada
- Carlos Horcasitas…. hombre golpeado
- Florencio Almazán…. hombre que muere
- Mónica Cano…. amiga de Mónica
- Ángeles Yáñez…. mesera

## Premis i nominacions
Festival Internacional de Cinema de Guadalajara
- 1998: Premis FIPRESCI (Alejandro Gamboa). Guanyador

Premis Ariel
- 1999: Millor Actriu (Mariana Ávila). Nominat